# خانه فولادی
خانهٔ فولادی؛ نام خانه‌ای تاریخی مربوط به دورهٔ پهلوی اول است و در شهرستان مشهد، شهر مشهد، میدان امام رضا، پلاک ۱۵۸ واقع شده و این اثر در تاریخ ۹ بهمن ۱۳۸۴ با شمارهٔ ثبت ۱۴۱۴۹ به‌عنوان یکی از آثار ملی ایران به ثبت رسیده‌است.